# 万佛塔 (镇江)

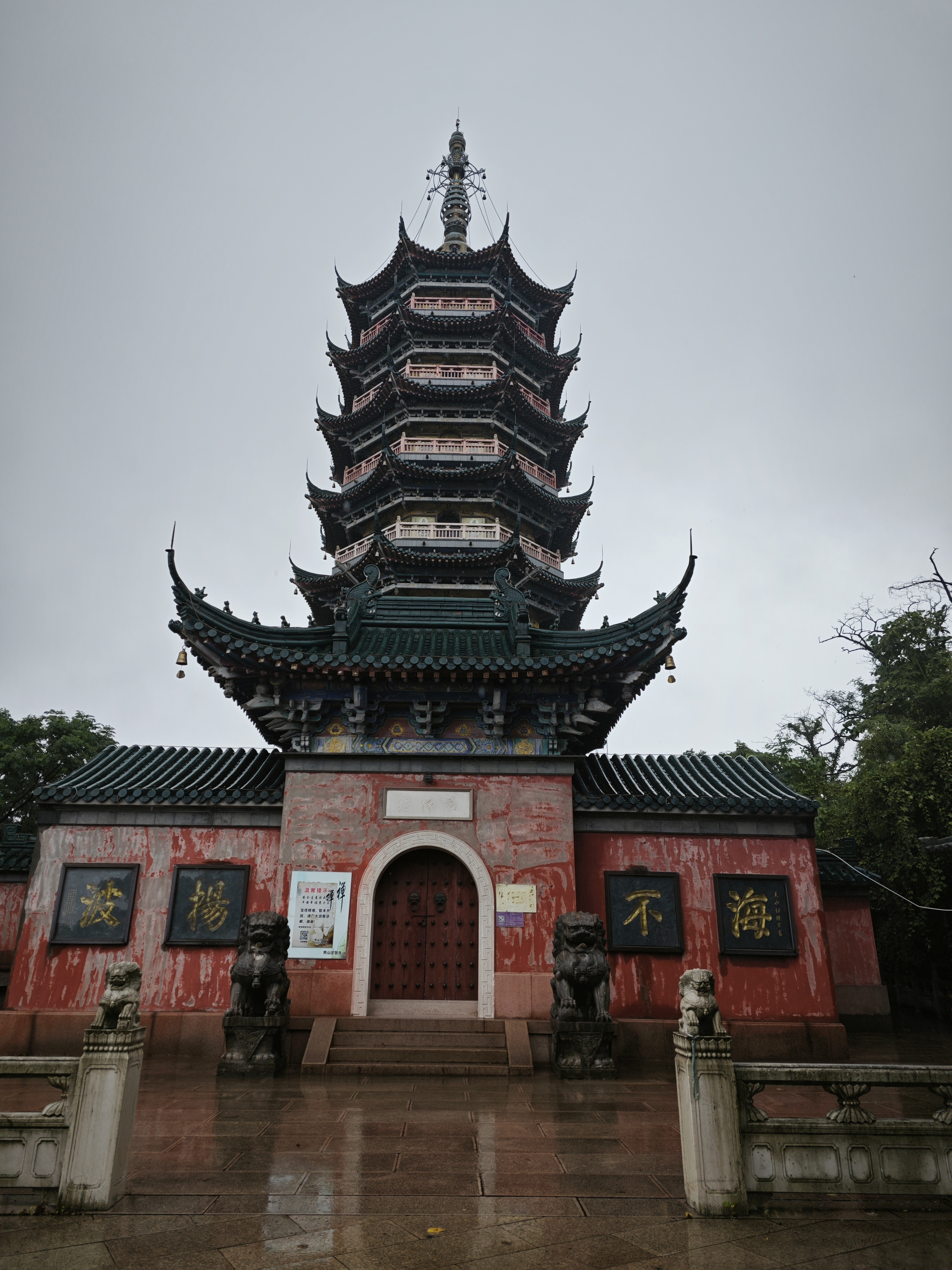
焦山山顶的万佛塔

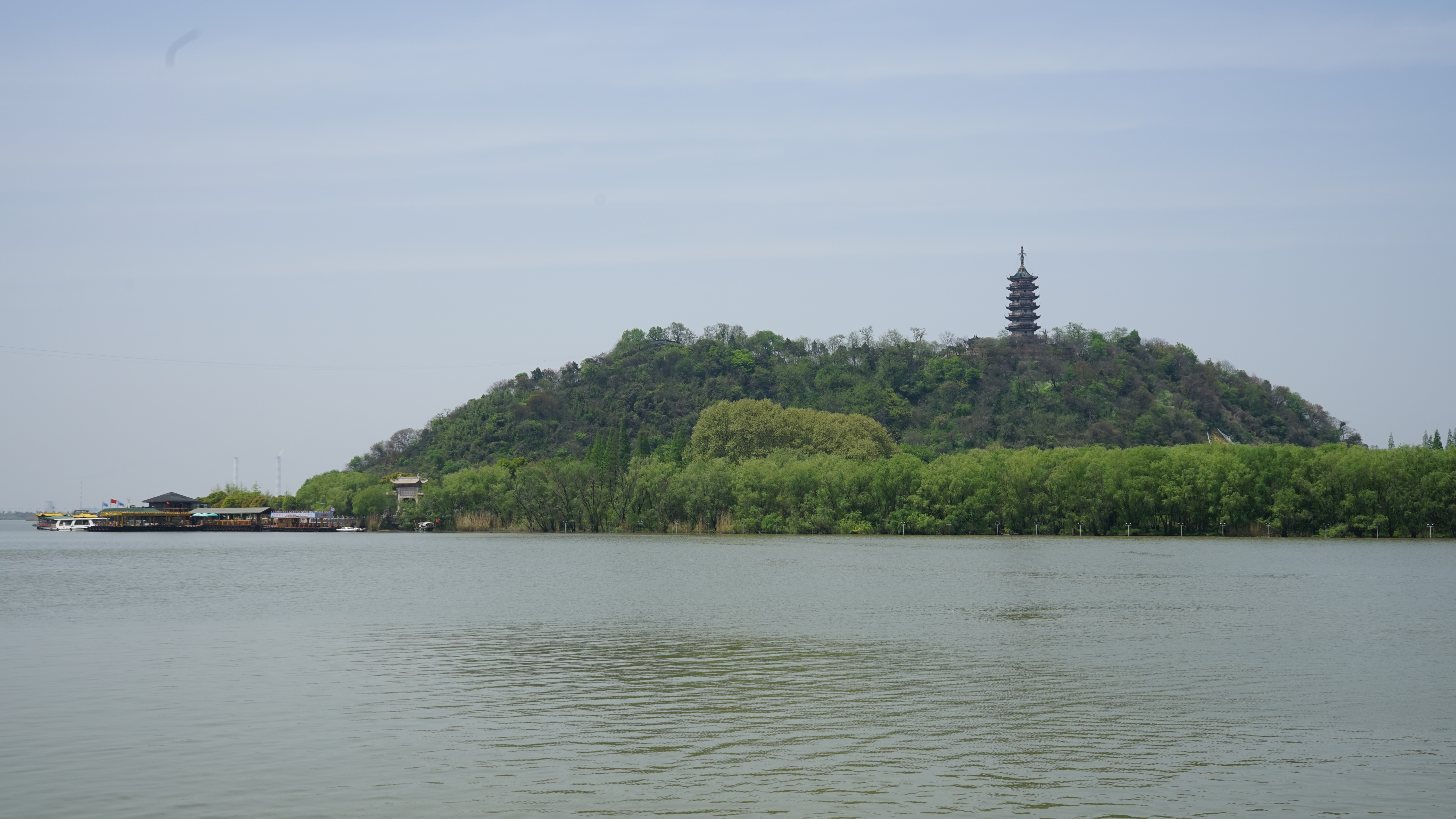
焦山及万佛塔

万佛塔是位于江苏省镇江市焦山山顶的一座佛塔，始建于元代。

## 简介
现在的万佛塔，是一座明清式的、具有江南风格的仿古塔，体高42米，海拔70.4米，七级八面，四周以塔院相围，设有东西门厅、南北碑廊。塔名为赵朴初先生所题。

## 历史
焦山上一开始是没有塔的。在元大德二年（1298年），江浙佥省周文英为大风所阻碍，没有办法渡江。周文英于是就祈祷、发愿说：“如能平安渡江，将于此建塔。”过了没多久，风果然停了，周文英也平安地渡了江。日后，周文英就捐资在焦山西峰建塔，过了九年建成。明初，该塔又因为倭乱被毁。
定慧寺的方丈茗山法师为了弟子礼佛的需要，同样也是出于便利长江航运、为城市增添新景观的考虑，于1995年发愿，决心于焦山上建新塔。当时的茗山法师已经年逾八旬，却依旧为此奔波于海内外，四方化缘、筹措资金，终于新塔于1998年5月奠基、1999年9月落成。新塔由赵朴初先生题写塔名。塔下的碑刻记载了建筑始末。